# Скугум, Марита
Марита Скугум (швед. Marita Skogum; 3 января 1961) — шведская ориентировщица, чемпионка мира по спортивному ориентированию, с 2006 года тренер сборной Швеции по спортивному ориентированию.

## Спортивная карьера
Марита Скугум являлась одной из ведущих ориентировщиц бо́льшей половины восьмидесятых и начала девяностых годов двадцатого века. Завоевала в общей сложности шесть золотых медалей на чемпионатах мира,
в том числе, две в индивидуальных дисциплинах — на чемпионате мира 1989
и на классической дистанции на чемпионате мира в США в 1993 году.
По результатам выступлений в 1992 году Марита стала обладательницей Кубка мира по спортивному ориентированию.

## Тренерская карьера
В 2001 году стала тренером женской сборной команды Швеции по спортивному ориентированию. За свою успешную работу в 2004 году была номинирована на звание «Шведский тренер года 2004».
С 2006 года возглавляет и мужскую сборную Швеции по спортивному ориентированию.